# María Pina
María Pina Tolosa (Valencia, 8 agosto 1987) è una cestista spagnola.

## Carriera
Con la Spagna ha disputato i Campionati mondiali del 2006 e i Campionati europei del 2019.